# 안토니오 발렌시아
루이스 안토니오 발렌시아 모스케라(스페인어: Luis Antonio Valencia Mosquera, 1985년 8월 4일 ~ )는 에콰도르 출신의 전 축구 선수이며, 은퇴 전 포지션은 윙어와 풀백이었다.

## 클럽 경력
에콰도르의 수도 키토에 있는 엘 나시오날에서 축구 선수 생활을 시작한 발렌시아는 2005년 스페인의 명문 구단 비야레알로 이적을 갔으나 얼마 지나지 않아 레크레아티보로 임대를 가게 된다. 이후 2006년에 위건으로 임대 간 발렌시아는 그 곳에서 뛰어난 활약을 펼쳐 2008년 1월 18일에 3년 6개월 계약 기간에 완전 이적을 하였고, 2009년 7월 1일 크리스티아누 호날두의 대체자로 맨체스터 유나이티드로 이적하여 4년 계약을 맺었다.
첫 해 프리미어리그에서는 5골 9도움, UEFA 챔피언스리그에서는 2골 3도움을 기록하며 좋은 활약을 펼쳤다. 2011년 8월 8일에 열린 FA 커뮤니티실드에서는 선제골을 넣기도 하였다. 그는 레인저스 FC와의 UEFA 챔피언스리그 경기에서 발목이 돌아가는 부상을 당하여 2012년 3월 13일에 열린 FA컵 8강 아스날 FC전에서 복귀하였다.
그 이후, 발렌시아는 풀백으로 선발 출전하면서 리그컵, 커뮤니티실드, 유로파리그 등 주요 대회들을 우승으로 이끌었으며, 2017년 5월 26일(한국시간)에 맨유와 2년 재계약에 성공하여, 2019년까지 맨유에서 뛰게 되었다.
2017년 9월 18일(한국시각 자정)에 있었던 에버턴과의 리그 5라운드 경기에서 전반 3분에 선제골을 기록하였는데 올드 트래포드에서 골을 기록한 것은 2014년 1월 11일 이후, 1,345일 만에 올드 트래포드에서 골을 기록하였다. 덤으로, 2013년 4월 로빈 판 페르시(1분 23초) 이후 최단시간 리그 득점을 기록하였다. 그 후, 2017년 10월 13일(한국시각)에 에버턴 전에 기록한 골이 EPL 9월의 득점상을 수상하였다.
그 후, 2017년 10월 14일(한국시각)에 열린 8라운드 리버풀과의 경기에서 맨유에서 비유럽 선수 최초로 300경기 출전하는 기록을 세웠다.
2018년 7월 20일(한국시간)에 은퇴한 마이클 캐릭의 뒤를 이어 맨유의 주장으로 선임되었다.
2018-19 시즌 후, 발렌시아는 10년 동안 뛰었던 맨유와 결별하였다.
2019년 6월 28일, LDU 키토에 입단했다.
2020년 11월 27일, 케레타로 FC에 입단했다.
그러나, 2021년 5월 12일, 은퇴를 발표하며 현역에서 물러났다.

## 플레이 스타일
발렌시아는 수비력도 매우 좋은 선수라서 풀백으로도 매우 인상적인 모습을 남겼다. UEFA 챔피언스리그 8강 1차전 첼시 FC전과 결승전인 FC 바르셀로나전에서 후반전에 풀백으로 내려갔었다. 최근에는 풀백으로 기용된다.

## 수상 내역

### 클럽

#### 엘 나시오날
- 에콰도리안 세리에 A : 2005

#### 맨체스터 유나이티드
- 프리미어리그 (2) - 2010-11, 2012-13
- 풋볼 리그 컵 (2) - 2009-10, 2016-17
- FA 커뮤니티 실드 (3) - 2010, 2013, 2016
- FA컵 (1) - 2015-16
- UEFA 유로파리그 (1회) : 2016-17

#### LDU 키토
- 코파 에콰도르 : 2019-20
- 수페르코파 에콰도르 : 2020

### 개인
- 칼링컵 결승전 MoM : 2009-10
- PFA 올해의 팀 : 2009-10
- 맨유 선수들이 뽑은 올해의 선수 : 2011-12, 2016-17
- 맷 버스비 맨유 올해의 선수 : 2011-12
- UEFA 유로파리그 시즌의 스쿼드 : 2016-17
- 프리미어리그 이달의 골 : 2017년 9월
- 맨체스터 유나이티드 올해의 골 : 2011-12